# Firestorm (DC Comics)
 (février 2021).
Si vous disposez d'ouvrages ou d'articles de référence ou si vous connaissez des sites web de qualité traitant du thème abordé ici, merci de compléter l'article en donnant les références utiles à sa vérifiabilité et en les liant à la section « Notes et références ».
 (février 2016).
Firestorm est un super-héros de fiction appartenant à l'univers de DC Comics, créé par Gerry Conway et Al Milgrom en 1978. 
Il est un membre de la Ligue de justice d'Amérique (JLA) et est l'un des personnages centraux des récits Blackest Night, puis Brightest Day. 
Dans la plupart de ses incarnations, Firestorm se distingue des autres super-héros par ce qu'il est un être composé de deux individus différents : l'étudiant Ronnie Raymond et le professeur Martin Stein. Tous deux ont été happés dans un accident nucléaire où ils ont fusionné. 
Le corps de Firestorm est contrôlé par Ronnie, alors que Stein est une voix désincarnée que seul Ronnie peut entendre. Au départ, Stein ne sait pas qu'il est Firestorm et n'a aucun souvenir de ses aventures. Puis, Ronnie a informé le professeur. Les conflits de personnalités entre Stein et Raymond sont souvent le centre des premières aventures de Firestorm, avant qu'ils deviennent peu à peu amis. Stein est devenu une figure paternelle pour Ronnie.
Le duo composant Firestorm a changé plusieurs fois, notamment à la suite de la mort de Ronnie Raymond, qui est remplacé par Jason Rush. Puis, lorsque l'entité ressuscite Ronnie, celui-ci et Jason deviennent le nouveau duo.
Lors de la relance de l'univers DC, Ronnie et Jason sont tous deux des Firestorm séparés, pouvant opérer indépendamment. Ils peuvent toutefois fusionner en Fury. Mais, désormais, Ronnie et Jason doivent à nouveau fusionner pour devenir Firestorm.
Firestorm détient de puissants pouvoirs : il peut manipuler la matière au niveau atomique et moléculaire, envoyer des décharges d'énergie et voler. Firestorm est facilement reconnaissable grâce à son apparence : sa chevelure est enflammée (d'où son surnom, « allumette ») et son costume est rouge et jaune.

## Les différents Firestorm

### Ronnie Raymond / Martin Stein
Après l’accident qui donne vie à Firestorm, ce dernier protège New York des attaques de vilains tels que Multiplex (qui fut créé par le même accident qui créa Firestorm) et Killer Frost. En 1978, la série est brutalement arrêtée au #5, à la suite du crossover « DC Implosion ». Gerry Conway décide d’intégrer Firestorm à la JLA. En 1982, une nouvelle série régulière de Firestorm voit le jour.
Cette nouvelle série, écrite initialement par Gerry Conway et dessinée par Pat Broderick et Rafael Kayanan, s’attarde plus sur les vies de Raymond et de Stein. Raymond doit se battre pour mener de front ses études alors que Stein découvre une vie privée en dehors de son labo. 
Une héroïne nucléaire, Firehawk, fait son apparition en 1984, et devient l’amante de Firestorm. Firestorm se veut être une série plus « fun », quelque chose que Conway n’a jamais pu faire lorsqu’il scénarisait Spider-Man. Les relations entre Ronnie Raymond et Martin Stein contribuent largement à ce côté-là.
La liste des ennemis de Firestorm inclut un nombre de vilains tombés dans l’oubli tels que Hyena, Zuggernaut, Typhon et Black Bison. Il combat aussi Killer Frost, forcée par le Psycho Pirate à devenir amoureuse de lui lors de Crisis on Infinite Earths.
En 1986, Conway quitte la série, et John Ostrander et Joe Brozowski en reprennent les rênes. Ostrander, en tant qu’écrivain plus politique, fait de Firestorm un personnage révélateur d’une certaine crise mondiale. Dans son premier arc narratif, Firestorm se ligue contre le monde entier en demandant aux États-Unis et à l’Union soviétique de détruire toutes leurs armes nucléaires (ce qui le motive est la demande du professeur Stein, mourant). Après de nombreux conflits avec la Ligue et ses ennemis, Firestorm affronte un homme nucléaire russe dans le désert du Nevada, où ils sont tous les deux frappés par une bombe atomique.

### Ronnie Raymond / Mikhail Arkadin
Des cendres de cette attaque apparait un nouveau Firestorm, composé de Raymond et du russe Mikhail Arkadin (connu comme le super-héros russe Pozhar). Cependant, ce Firestorm a une personnalité propre. Plus tard, il sera révélé que c’est l’âme du Professeur Stein qui prenait le contrôle de l’entité.
En 1989, Ostrander révéle que Firestorm est un « Élémentaire du feu », se basant sur une idée d’Alan Moore (Swamp Thing, un élémentaire des plantes).
C’est le dessinateur Tom Mandrake qui, plus tard, donne un nouveau style au personnage. À cette période, Firestorm rencontre Shango et les Orishas, les dieux élémentaires d'Afrique. C’est là que l’entité Shadowstorm apparait pour la première fois.
Le trio est séparé. Raymond et Arkadin reprennent leurs vies respectives, alors que Stein devient le Firestorm élémentaire.
Stein plonge dans le soleil avec un ennemi pour sauver la Terre. Cela génère un trou noir qui l'envoie aux confins de l'univers. Il erre dans l’espace pendant des années, ne revenant sur Terre que deux fois : durant le cross-over War of the Gods et dans Extreme Justice #5, où Stein guérit Ronnie d'une leucémie et permet à Raymond de reprendre seul le flambeau de Firestorm.
La plupart des personnages principaux de la série disparaissent des comics après l’arrêt de la série en 1990. On voit Ronnie dans les pages de Extreme Justice. 
Ce n’est qu’en 2002 que Firestorm reprend du service avec la JLA.

### La mort de Ronnie et Jason Rusch
En 2004, DC crée une nouvelle série Firestorm, mais le scénariste Dan Jolley et le dessinateur Chris Cross abandonnent Ronnie Raymond afin de créer un nouveau protagoniste, Jason Rusch, un adolescent afro-américain.  
Ronnie est tué durant Identity Crisis. Le Shadow-Thief empale Firestorm à l’aide d’une épée magique qu’il vole à Shining Knight. Cela crée une fissure dans le corps de l’homme nucléaire. Ronnie, sachant que son temps est compté, s'envole pour ne pas exploser sur Terre.  
Son essence résiduelle est transférée dans le corps de Jason Rusch. Martian Manhunter sonde l’esprit de Jason afin d’y déceler une trace de Ronnie Raymond, mais n’en trouve aucune. Ronnie Raymond est donc bien mort. Au départ, Jason fusionne avec des passants (à la grande surprise de ceux-ci). Son partenaire est Martin Stein, puis sa petite amie Gehenna.  

### Le retour de Ronnie Raymond
Pendant Blackest Night, Black Hand ressuscite Ronnie à l'aide d'un anneau noir. Ronnie devient un Black Lantern. 
Il attaquera Flash, Mera, Atom et Firestorm (Jason et sa petite amie) avec d'autres Black Lantern. Ronnie sépare le duo et fusionne avec Jason, l'emprisonnant dans la matrice de Firestorm. Ensuite, il tue Gehenna, la transformant en sel en lui arrachant le cœur, sous le regard impuissant de Jason. Jason reste prisonnier de Ronnie jusqu'à ce que l'Entité ressuscite douze Black Lantern spécifiques, dont le véritable Ronnie, qui finit par libérer Jason. 
Jason est traumatisé par ces événements et refuse de faire équipe avec Ronnie. De même, Ronnie ne souhaite pas redevenir un super-héros. Ils doivent cependant s'allier pour faire face à Deathstorm, le Black Lantern Firestorm qui a tué Gehenna et qui cherche à tuer l'entité.